# 지부네정
지부네정(일본어: 千船町)은 일본 오사카부 니시나리군에 설치되었던 정이다. 현재의 오사카시 니시요도가와구의 일부에 해당한다.

## 역사
- 1889년 4월 1일 - 정촌제 시행에 의해 니시나리군 지부네촌이 성립하였다.
- 1922년 5월 1일 - 정으로 승격해 지부네정이 되었다.
- 1925년 4월 1일 - 오사카시에 편입해 니시요도가와구 쓰쿠다초, 가마시마초, 오와다초, 오노초, 모모시마초가 되었다.

## 교통

### 철도
- 한신 전기철도
  - 한신 본선

### 도로
현재는 한신고속 3호 고베선이 구 시가지 일대를 지나고 있지만, 당시에는 미개통이었다.

## 참고문헌
- 가도카와 일본 지명 대사전 27 大阪府